# Залізняк Віталій Олександрович
Віталій Олександрович Залізняк (16 лютого 1973 , Кривий Ріг, Дніпропетровська область  — 3 грудня 2023 , Пологівський район, Запорізька область ) — український футболіст, захисник.

## Біографія
За радянських часів грав у командах, які виступали у змаганнях колективів фізкультури. Першим професійним клубом у кар'єрі став павлоградський «Шахтар», що брав участь у другій лізі чемпіонату України, в якому гравець дебютував у 1993 році. Провівши у складі «гірників» два сезони, з'являючись на полі у більшості матчів,
1995 року Залізняк перейшов до іншого клубу другої ліги з Дніпропетровщини — новомосковський «Металург». Кольори команди захищав упродовж чотирьох сезонів, провівши понад 100 матчів у чемпіонаті, чим привернув увагу селекціонерів «Металурга» маріупольського, який виступав у вищому дивізіоні, з яким і підписав контракт у 1999 році.
Дебютував у вищій лізі чемпіонату України 11 березня 1999 року, у виїзному поєдинку проти київського «Динамо», вийшовши у стартовому складі, а на 75-й хвилині був замінений на Сергія Мітіна. В основу «азовців» потрапляв не часто, за півтора сезони відігравши за команду 11 матчів у чемпіонаті та ще 1 гру у Кубку України, у зв'язку з чим перед початком сезону 2000/01 маріупольський клуб та гравець припинили співпрацю.
У 2000 році перейшов у запорізьке «Торпедо», проте встиг відіграти за «автозаводців» лише 1 матч у Кубку другої ліги, після чого команду було розформовано. Догравав сезон у «Вуглику» з Димитрова, з яким став бронзовим призером аматорського чемпіонату України у 2001 році. У професійний футбол повернувся в 2002 році, ставши гравцем дніпродзержинської «Сталі», в якій провів наступні два роки. У 2004 році перейшов до нікопольського «Електрометалурга-НЗФ», у складі якого і провів останній матч на професійному рівні в 2005 році.
Завершивши кар'єру виступав за аматорські та ветеранські команди.

### Смерть
З початком вторгнення в Україну російських військ Залізняк вступив до лав Збройних Сил України. Проходив службу на посаді навідника кулеметного відділення взводу вогневої підтримки. Загинув від осколкового поранення під час виконання бойового завдання поблизу селища Залізничне під час боїв у Запорізькій області. Похований у Новомосковську.

## Досягнення
- Срібний призер другої ліги чемпіонату України: 2003/04 (група «Б»)
- Бронзовий призер другої ліги чемпіонату України: 1995/96 (група «Б»)